# Sławomir Kaczmarek (biolog)
Sławomir Kaczmarek – polski biolog, dr hab. nauk biologicznych, profesor zwyczajny Instytutu Biologii i Ochrony Środowiska i Katedry Biologii Ewolucyjnej Wydziału Nauk Przyrodniczych  Uniwersytetu Kazimierza Wielkiego w Bydgoszczy.

## Życiorys
7 lipca 1989 obronił pracę doktorską Akarofauna glebowa boru świeżego w rejonie oddziaływania Zakładów Azotowych we Włocławku ze szczególnym uwzględnieniem Gamasida, 24 listopada 2000 habilitował się na podstawie pracy zatytułowanej Glebowe Gamasida (Acari) młodników sosnowych w rejonach oddziaływania zanieczyszczeń wybranych zakładów przemysłowych. 7 października 2010 nadano mu tytuł profesora w zakresie nauk biologicznych.
Objął funkcję profesora zwyczajnego w Instytucie Biologii i Ochrony Środowiska i w Katedrze Biologii Ewolucyjnej na Wydziale Nauk Przyrodniczych Uniwersytetu Kazimierza Wielkiego w Bydgoszczy.
Piastuje stanowisko kierownika Katedry Biologii Ewolucyjnej, oraz był dziekanem Wydziału Nauk Przyrodniczych Uniwersytetu Kazimierza Wielkiego w Bydgoszczy i prorektorem Uniwersytetu Kazimierza Wielkiego w Bydgoszczy.